# Costa Blanca
Costa Blanca (phát âm tiếng Catalunya: [ˈkɔsta ˈβlaŋka], tiếng Tây Ban Nha: [ˈkosta ˈβlaŋka], nghĩa là "Bờ Biển Trắng") đề cập đến hơn 200 kilômét (120 mi) đường bờ biển Địa Trung Hải ở tỉnh Alicante của Tây Ban Nha. Nó mô tả các bờ biển trên bờ biển phía đông nam của Tây Ban Nha. Cái tên "Costa Blanca" được đưa ra như là một tên quảng cáo được sử dụng bởi British European Airways khi họ tung ra dịch vụ hàng không giữa Luân Đôn và Valencia vào năm 1957. Một phần là vì các ngôi nhà sơn màu trắng truyền thống, mặt khác trên các điều kiện ánh sáng tạo cát xuất hiện màu trắng. Nơi đây có một ngành công nghiệp du lịch phát triển tốt và là một điểm đến phổ biến cho khách du lịch từ Anh và Đức. Nó kéo dài từ thị trấn Denia ở phía bắc, vượt qua Costa del Azahar (hoặc Costa dels Tarongers), đến Pilar de la Horadada ở phía nam, nằm ngoài Costa Calida.
Các địa phương ven Costa Blanca là Alicante (Alicante/Alacant), Altea, Benidorm, Benissa (Benisa), Calp (Calpe), Denia (Denia), Elche (Elche/Elx), El Campello (Campello), Finestrat, Guardamar del Segura, L'Alfas del Pi (Alfaz del Pi), Orihuela Costa, Pilar de la Horadada, Santa Pola, Teulada-Moraira, Torrevieja, Villajoyosa (Villajoyosa/La Vila Joiosa) và Xàbia (Xàbia/Javea). Thành phố Benidorm và Alicante là trung tâm du lịch lớn.

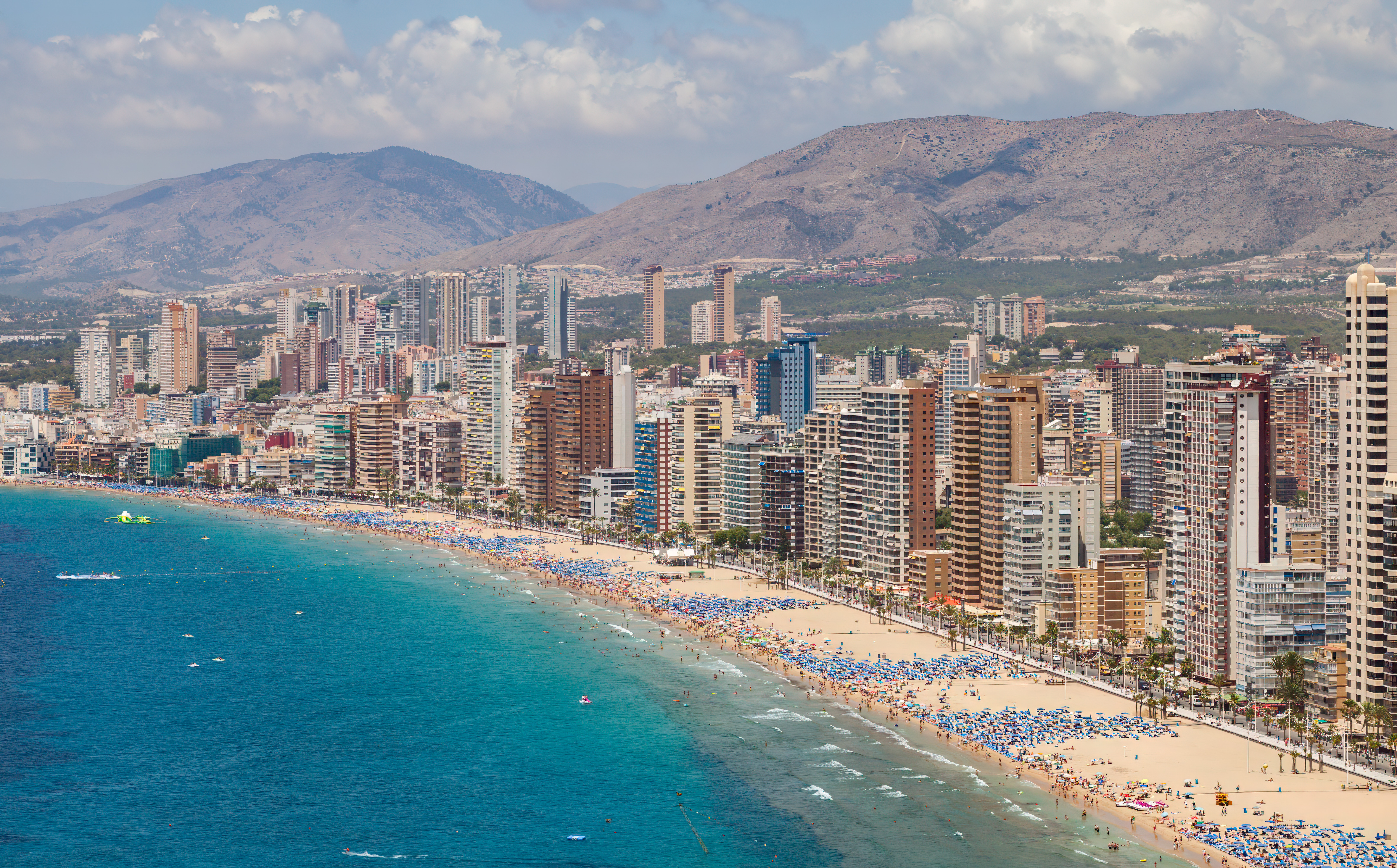
Benidorm
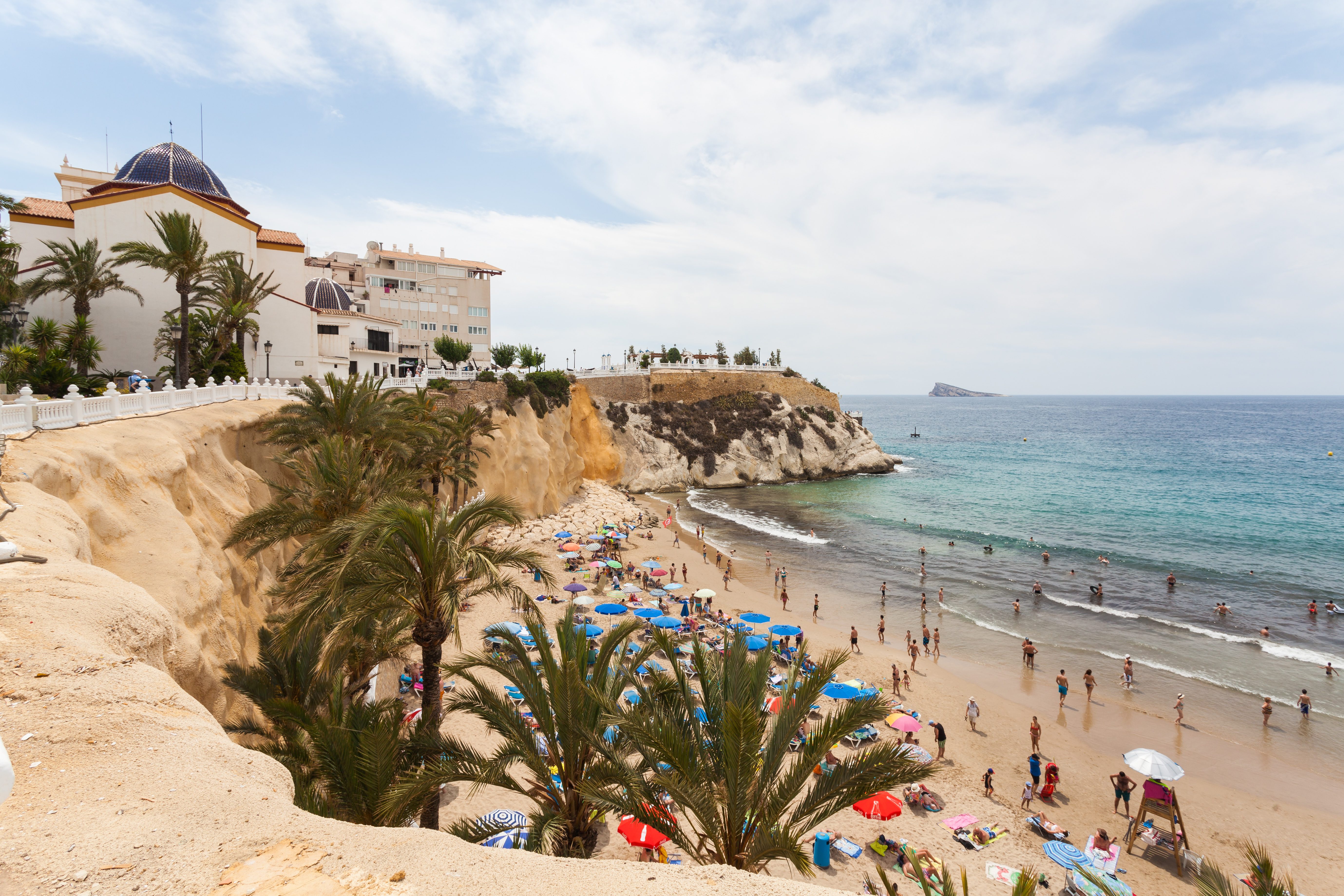
Alicante
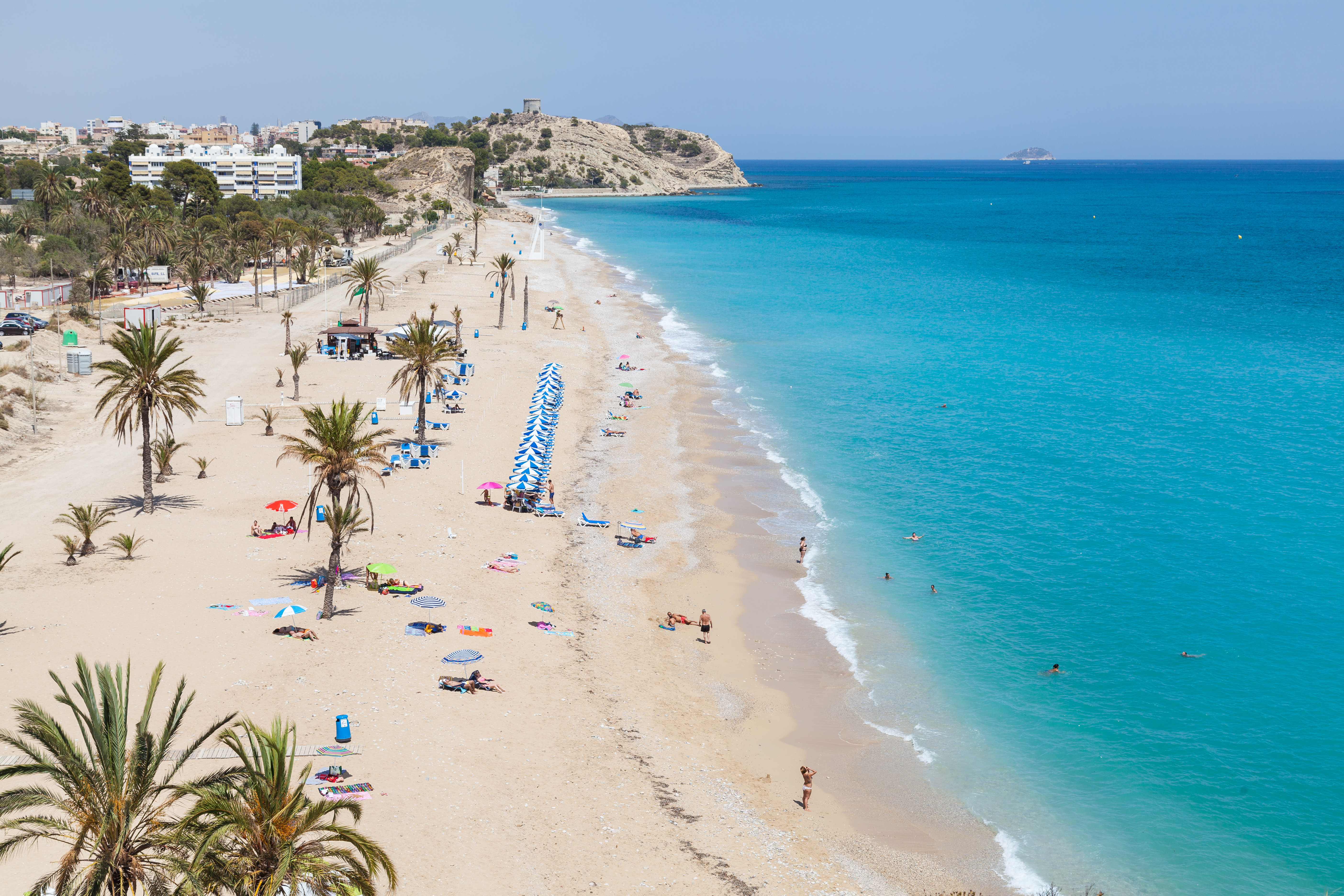
Playa Paraíso, Villajoyosa
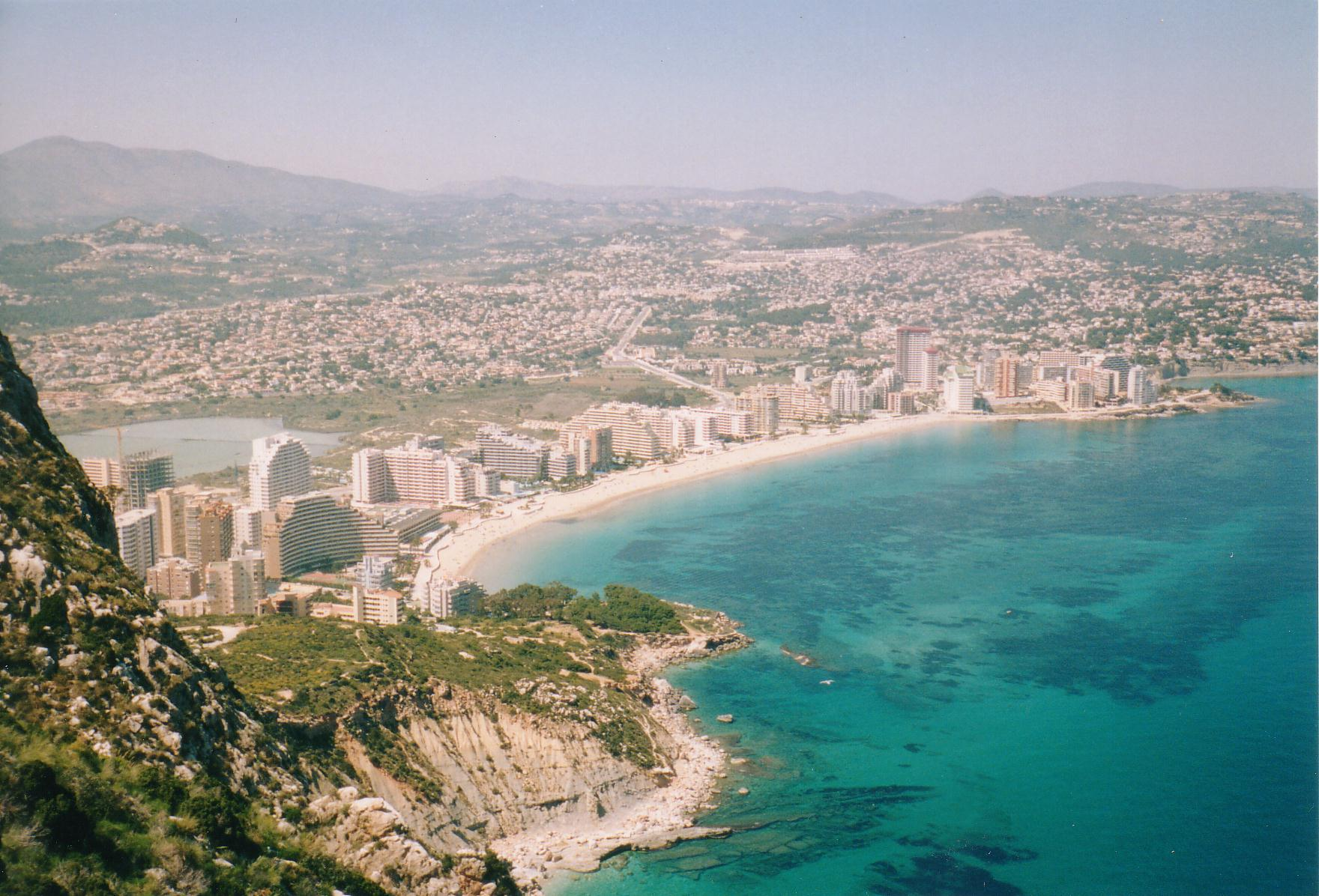
Calpe
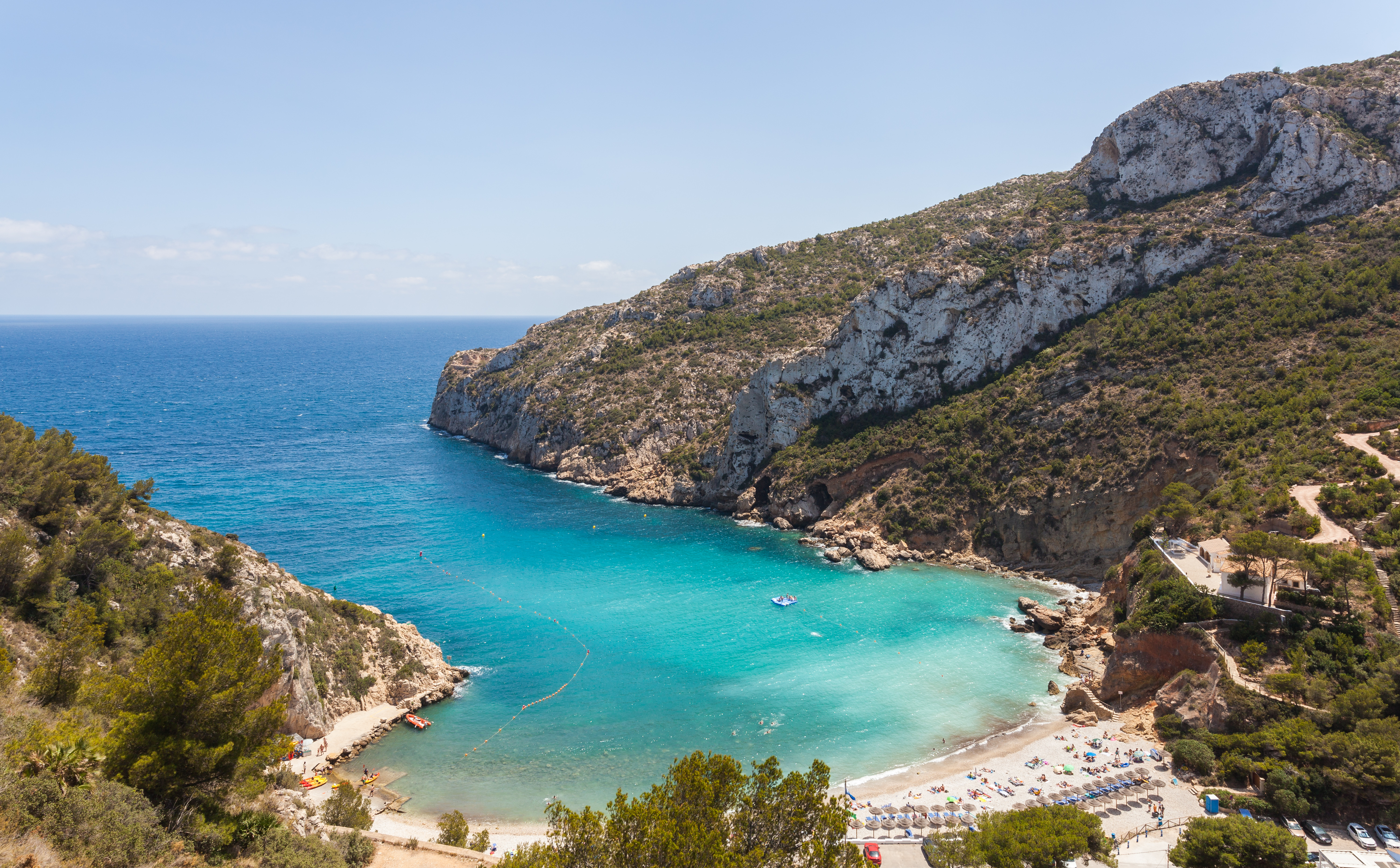
Xàbia/Javea
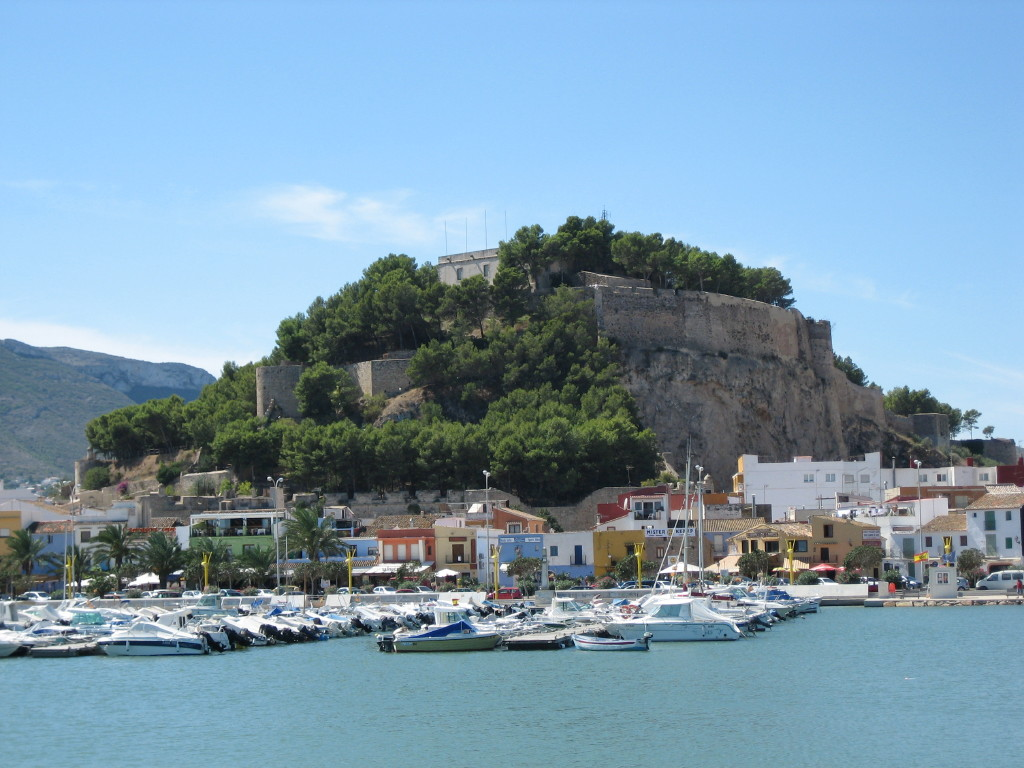
Denia
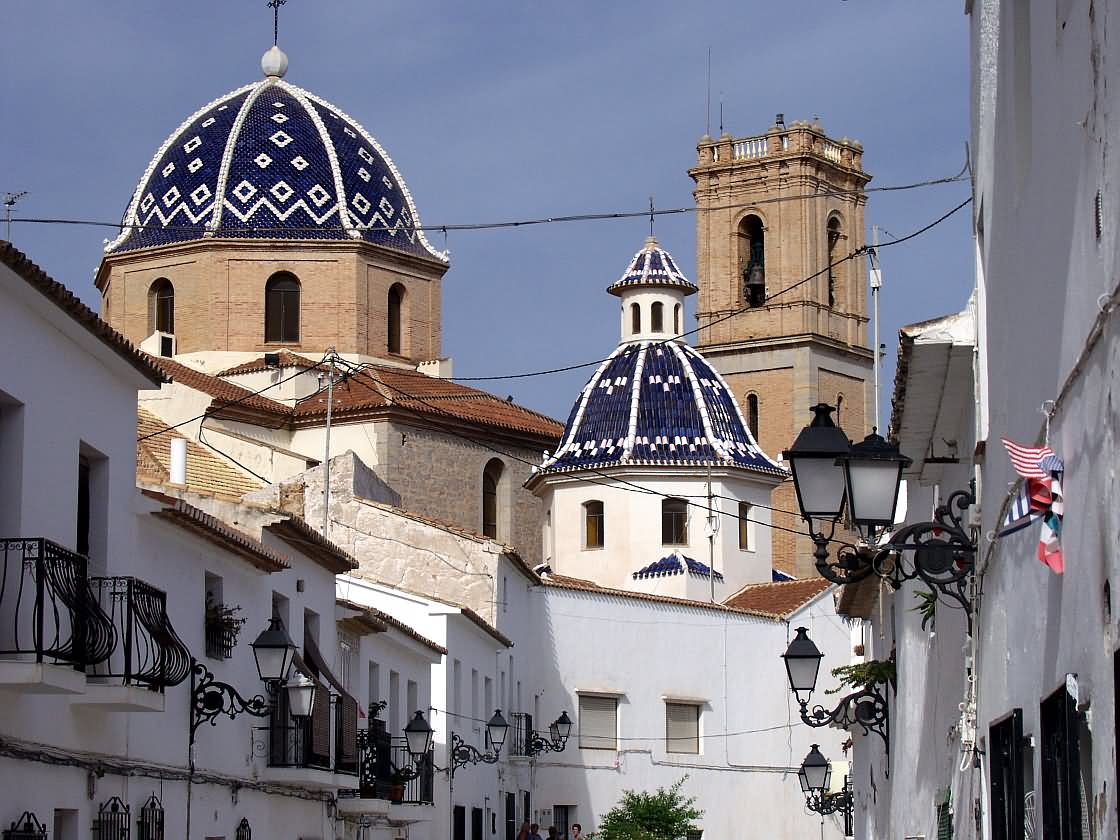
Altea
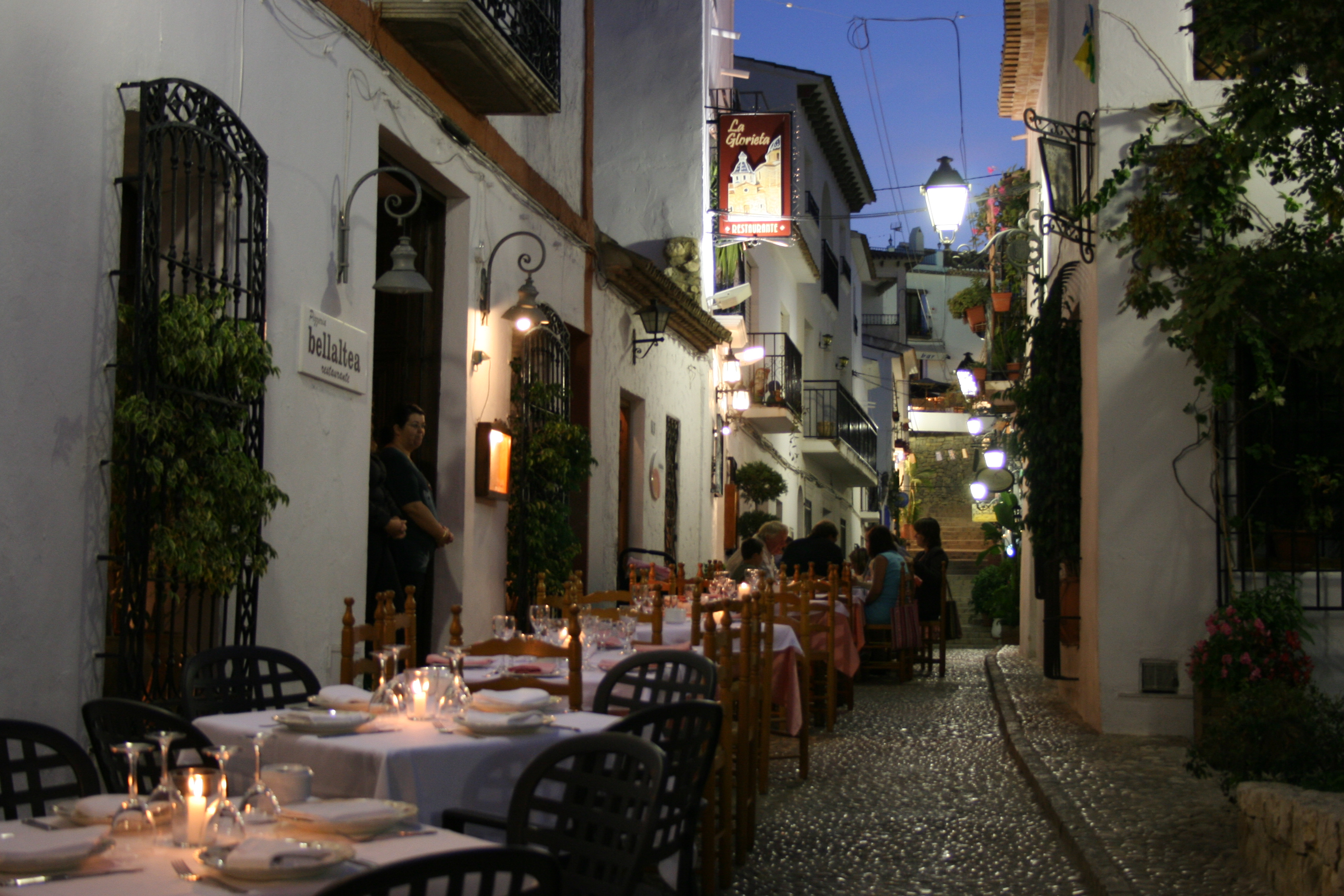
Altea